# ストーンハート
ストーンハート三部作は、イギリスの小説家チャーリー・フレッチャーによるファンタジー小説であり、『ストーンハート』、『アイアンハンド』、『シルバータン』の3作で構成されている。
物語の舞台は彫像たちが動きまわる「裏ロンドン」であり、裏ロンドンは現実のロンドンと重なっている。裏ロンドンから現実へ干渉することができる一方、現実のロンドンの人々は、裏ロンドンの存在に全く気づかず過ごしている。
本作は、あることがきっかけで裏ロンドンに落ちてしまった少年ジョージと、その裏ロンドンで生きのびてきた少女イーディ、そして二人をサポートする第一次世界大戦の兵士の彫像ガナーを軸に物語は展開する。

## キャラクター
ジョージ・チャップマン
本作の主人公。テンプルバーのドラゴンと戦い、「造り主」の印を得た。
イーディ・レーメル
滅んだと言われる能力者「グリント」の少女。物語の序盤でジョージと出会う。
ウォーカー
ジョージやイーディの敵対者。石のしもべの呪いを受け、じっとしていることができない。
作中ではエリザベス朝のオカルト信仰者ジョン・ディーであることが示唆されている。

### スピット
人間をモデルとした彫像は、その中に特定の人物の心を宿し、活動することができる。その人の「生き写し（spitting image）」であるため、「スピット」と呼ばれる。スピットは邪悪な彫像タイントたちと対立している。
ガナー
ジョージが初めて出会う「スピット」。チャールズ・サージェント・ジャガーによって作られたロイヤル・アーティラリ・メモリアルの一部であり、普段はハイド・パーク・コーナーにいる。
将校
ガナーと同じ記念碑の一部であり、ジョージがガナーの台座に立ったときに出会う。
スフィンクス
クレオパトラの針のそばで出会う像。半分はライオン、半分は女性であるため、彼女らがスピットかタイントかは不明確。
ディクショナリー・ジョンソン
すべての英単語とその定義を書き留めた最初の人物、サミュエル・ジョンソンの彫像。ジョンソン自身のように、彫像は筋肉のけいれんやそわそわする行動を起こしやすい。パーシー・ヘザリントン・フィッツジェラルドによって作られた像は、ウェストミンスターのセント・クレメント・デーンズ教会の後ろにある。
ブラックフライアー
疑わしさもある謎めいた修道士像のスピット。像はロンドンのパブブラックフライアーズの上に立っている。
フュージリア連隊兵
ジョージが出会う5人目のスピットで、ジョージをグリッドマンから救った。アルバート・トフトによって作られたロイヤル・ロンドン・フュージリアーズ・モニュメントは、地下鉄チャンスリー・レーン駅近くのハイ・ホルボーンにある。連隊礼拝堂はセント・セパルカー・ウィズアウト・ニューゲイト教会にある。
赤の女王
2作目「アイアンハンド」でイーディが出会う像。西暦60年ごろにローマ帝国と戦ったとされる女王ブーディカを模る銅像。像は女王と戦車、そして2人の娘で構成される。
トーマス・ソーニクロフト(英語版)によって作られた像は、ウェストミンスター橋の西岸、ウェストミンスター宮殿にある。

### タイント
動物や他の生き物の像（翼手竜やトカゲなど）は、その中に心がないため、会話することができない。「タイント」と呼ばれる。
翼手竜
自然史博物館でジョージが初めて出会った、動く彫像。ジョージを追いかけてきたが、ガナーによって殺された。
サラマンダー
3つのトカゲのような彫像で、ガナーによって殺される。
グリッドマン
人型のタイントで、分離された金属の彫刻である。グリッドマンの像は、チャンセリー・レーンのハイホルボーンにある。
ミノタウロス
イーディが捕まったが、ジョージが作った粘土の弾丸によって殺された。
雨どい
セント・パンクラス駅近くのガーゴイルで、当初はジョージ達と敵対していた。ジョージが「造り主」の能力を使って翼を癒し、それからはジョージの側で戦うようになる。また、「雨どい」という名前はジョージによって名付けられた。
テンプルバーのドラゴン
すべてのドラゴンの彫刻の中で最も強力で気高い。雨どいと同様にジョージと戦い、ジョージに怪我を負わせるが、シリーズの終盤では自身の目的のためにタイントを裏切った。
ドラゴンが作られた目的は都市を守ることであり、それに従って戦う相手を選んだ。

### サブキャラクター
キリングベック先生
冒頭に出てくるジョージの学校の先生。
ケイ
ジョージの「ベビーシッター」。下の階に住んでいる。
クロッカー
ジョージの協力者で、時を刻み続ける呪いを受けている。

## 映画化
本作の映画化権は、出版の数か月前にパラマウントによって購入されていた。  2009年3月24日、ディズニーは、イメージムーバーズを通じて映画を制作する予定のロバート・ゼメキスと映画化について話し合っていた。 
その後映画化に関する続報はない。